# Hønefoss Ballklubb 2005
Questa voce raccoglie le informazioni riguardanti l'Hønefoss Ballklubb nelle competizioni ufficiali della stagione 2005.

## Stagione
L'Hønefoss ha chiuso la stagione al 4º posto finale, mentre l'avventura nel Norgesmesterskapet è terminata in semifinale, con l'eliminazione subita per mano del Molde.

## Rosa
| N. |                      | Ruolo | Calciatore           |
| -- | -------------------- | ----- | -------------------- |
| 1  | Norvegia (bandiera)  | P     | Thomas Solvoll       |
| 2  | Norvegia (bandiera)  | D     | Frode Lafton         |
| 3  | Norvegia (bandiera)  | D     | Christian Andreassen |
| 4  | Norvegia (bandiera)  | D     | Olav Zanetti         |
| 5  | Finlandia (bandiera) | D     | Janne Räsänen        |
| 5  | Norvegia (bandiera)  | C     | John Anders Bjørkøy  |
| 6  | Norvegia (bandiera)  | A     | Ole Bjørn Sundgot    |
| 7  | Norvegia (bandiera)  | D     | Thomas Øverby        |
| 8  | Nigeria (bandiera)   | C     | Felix Ademola        |
| 10 | Norvegia (bandiera)  | D     | Lennart Steffensen   |
| 11 | Norvegia (bandiera)  | A     | Lars Lafton          |
| 12 | Norvegia (bandiera)  | P     | Morten Bakke         |
| 13 | Norvegia (bandiera)  | D     | Kai Risholt          |

| N. |                                 | Ruolo | Calciatore               |
| -- | ------------------------------- | ----- | ------------------------ |
| 14 | Norvegia (bandiera)             | C     | Fredrik Garshol          |
| 16 | Norvegia (bandiera)             | A     | Steffen Simonsen         |
| 17 | Norvegia (bandiera)             | D     | Håvard Losnegard Karlsen |
| 18 | Norvegia (bandiera)             | C     | Petter Løken             |
| 19 | Norvegia (bandiera)             | C     | Christian Smerud         |
| 20 | Norvegia (bandiera)             | C     | Christer Ellefsen        |
| 21 | Norvegia (bandiera)             | A     | Kamal Saaliti            |
| 23 | Finlandia (bandiera)            | C     | Tero Koskela             |
| 24 | Norvegia (bandiera)             | C     | Andreas Fægri            |
| 25 | Norvegia (bandiera)             | D     | Simen Storskogen         |
| 26 | Norvegia (bandiera)             | D     | Are Tronseth             |
| 27 | Norvegia (bandiera)             | D     | Benny Olsen              |
| 29 | Bosnia ed Erzegovina (bandiera) | P     | Ismet Duracak            |

## Calciomercato

### Sessione invernale
| Arrivi | Arrivi            | Arrivi     | Arrivi     |
| R.     | Nome              | da         | Modalità   |
| ------ | ----------------- | ---------- | ---------- |
| P      | Morten Bakke      |            | svincolato |
| D      | Kai Risholt       | Start      | definitivo |
| D      | Are Tronseth      | HamKam     | prestito   |
| A      | Lars Lafton       | Nybergsund | definitivo |
| A      | Ole Bjørn Sundgot |            | svincolato |

| Partenze | Partenze              | Partenze | Partenze   |
| R.       | Nome                  | a        | Modalità   |
| -------- | --------------------- | -------- | ---------- |
| P        | Toomas Tohver         |          | svincolato |
| D        | Gudbrand Ensrud       |          | svincolato |
| D        | Harald Hauge          |          | svincolato |
| D        | Kjetil Liknes         |          | svincolato |
| C        | Richard van Schijndel |          | svincolato |
| A        | Knut Hovel Heiaas     |          | svincolato |
| A        | Kenneth Kvalheim      |          | svincolato |
| A        | Petar Rnkovic         |          | svincolato |
| A        | Steffen Simonsen      |          | svincolato |

### Sessione estiva
| Arrivi | Arrivi        | Arrivi      | Arrivi     |
| R.     | Nome          | da          | Modalità   |
| ------ | ------------- | ----------- | ---------- |
| D      | Janne Räsänen | Tampere Utd | definitivo |
| C      | Felix Ademola | HamKam      | definitivo |
| C      | Tero Koskela  | Fredrikstad | definitivo |

| Partenze | Partenze            | Partenze    | Partenze   |
| R.       | Nome                | a           | Modalità   |
| -------- | ------------------- | ----------- | ---------- |
| C        | John Anders Bjørkøy | Fredrikstad | definitivo |

## Risultati

### 1. divisjon

#### Girone di andata
| Ski 10 aprile 2005, ore 18:00 1ª giornata | Follo | 0 – 0 referto | Hønefoss | Ski Stadion (825 spett.)\| Arbitro: \| Vik \| |
| Arbitro:                                  | Vik   |               |          |                                               |

| Arbitro: | Hafsås (Trondheim) |

|  |           |                             |
|  | Marcatori | 38’ Gunnarsson 89’ Nannskog |

| Arbitro: | Alapnes |

|  |           |                                      |
|  | Marcatori | 6’ Saaliti 9’, 13’ Olsen 18’ Sundgot |

| Arbitro: | Kamben |

|  |           |                |
|  | Marcatori | 38’ Fredriksen |

| Arbitro: | Helgerud (Lier) |

|  |           |               |
|  | Marcatori | 18’ L. Lafton |

| Arbitro: | Alapnes |

|  |           |            |
|  | Marcatori | 79’ Hansen |

| Arbitro: | Nordby |

|                                   |           |                  |
| Ystaas 12’, 25’, 56’ Stadheim 28’ | Marcatori | 37’, 76’ Sundgot |

| Arbitro: | Hagen (Grue) |

|                       |           |             |
| Saaliti 9’ Øverby 31’ | Marcatori | 11’ Televik |

| Arbitro: | Gravdal |

|                         |           |                         |
| Hagen 48’ Karlsbakk 65’ | Marcatori | 44’ Zanetti 45’ Sundgot |

| Arbitro: | Johnsen (Tønsberg) |

|                          |           |            |
| Ellefsen 36’ Zanetti 86’ | Marcatori | 30’ Strand |

| Arbitro: | Alseth (Stjørdal) |

|                                            |           |                                                  |
| Moh. Abdellaoue 30’, 32’ Hansen 72’ (rig.) | Marcatori | 36’, 68’ L. Lafton 75’ (rig.) Øverby 77’ Garshol |

| Arbitro: | Hagen (Grue) |

|  |           |                                        |
|  | Marcatori | 26’ Sturød 58’ Fevang 84’, 86’ Isaksen |

| Arbitro: | Hafsås (Trondheim) |

|  |           |                                |
|  | Marcatori | 31’, 50’ L. Lafton 65’ Zanetti |

| Arbitro: | Hansen |

|                                       |           |                     |
| Bjørkøy 71’ L. Lafton 79’ Zanetti 82’ | Marcatori | 54’ (aut.) Ellefsen |

| Arbitro: | Kamben |

|                               |           |                           |
| Ellefsen 12’ (aut.) Oyuga 70’ | Marcatori | 5’ Tronseth 45’ F. Lafton |

#### Girone di ritorno
| Arbitro: | Mjåland |

|                          |           |             |
| L. Lafton 32’ Smerud 90’ | Marcatori | 74’ Sundsbø |

| Arbitro: | Vik |

|                                            |           |  |
| Jansson 10’ Nannskog 27’ (rig.) Hauger 45’ | Marcatori |  |

| Arbitro: | Hafsås (Trondheim) |

|                |           |              |
| Steffensen 52’ | Marcatori | 22’ Johansen |

| Arbitro: | Gravdal |

|                  |           |                               |
| Hovel Heiaas 65’ | Marcatori | 38’ Ademola 48’ (rig.) Øverby |

| Arbitro: | Kamben |

|                          |           |             |
| Saaliti 46’ Tronseth 90’ | Marcatori | 66’ Granaas |

| Arbitro: | Høgberg |

|            |           |             |
| Drugge 58’ | Marcatori | 47’ Saaliti |

| Arbitro: | Haugen |

|                         |           |             |
| Zanetti 26’ Saaliti 32’ | Marcatori | 42’ Langaas |

| Arbitro: | Johnsen (Tønsberg) |

|  |           |                                          |
|  | Marcatori | 69’ Saaliti 72’ L. Lafton 89’ Steffensen |

| Arbitro: | Krokdal |

|                        |           |             |
| Øverby 17’ Räsänen 61’ | Marcatori | 29’ Ertzeid |

| Arbitro: | Gravdal |

|  |           |                                   |
|  | Marcatori | 5’ Risholt 20’ Øverby 23’ Koskela |

| Arbitro: | Kristiansen Toppe |

|                                            |           |                  |
| Øverby 49’ (rig.) Tronseth 58’ Räsänen 78’ | Marcatori | 11’, 30’ Rogstad |

| Arbitro: | Gravdal |

|                                  |           |  |
| Tegström 19’ Augustsson 31’, 43’ | Marcatori |  |

| Arbitro: | Hagen (Grue) |

|             |           |                         |
| Saaliti 79’ | Marcatori | 2’ Låstad 75’ Gallefoss |

| Arbitro: | Gravdal |

|                                |           |                                               |
| Kleppe 79’ Hadžimehmedović 80’ | Marcatori | 5’ Garshol 22’ Øverby 32’ Ademola 37’ Saaliti |

| Arbitro: | Sandmoen (Kjelsås) |

|            |           |  |
| Øverby 90’ | Marcatori |  |

### Norgesmesterskapet
| Mjøndalen 11 maggio 2005, ore 18:00 Primo turno                         | Mjøndalen | 1 – 2 (d.t.s.) referto    | Hønefoss | Nedre Eiker Stadion (250 spett.) |
| \| \| \| \| \| Rnkovic 32’ \| Marcatori \| 23’ Simonsen 104’ Saaliti \| |           |                           |          |                                  |
|                                                                         |           |                           |          |                                  |
| Rnkovic 32’                                                             | Marcatori | 23’ Simonsen 104’ Saaliti |          |                                  |

| Kjelsås 18 maggio 2005, ore 18:00 Secondo turno           | Kjelsås   | 0 – 2 referto           | Hønefoss | Grefsen Stadion (137 spett.) |
| \| \| \| \| \| \| Marcatori \| 51’ Simonsen 71’ Smerud \| |           |                         |          |                              |
|                                                           |           |                         |          |                              |
|                                                           | Marcatori | 51’ Simonsen 71’ Smerud |          |                              |

| Arbitro: | Skjerven (Kaupanger) |

|                           |           |              |
| L. Lafton 77’ Bjørkøy 84’ | Marcatori | 80’ Gíslason |

| Arbitro: | Ditlefsen (Mo i Rana) |

|              |           |                            |
| Ødegaard 34’ | Marcatori | 36’ L. Lafton 78’ Tronseth |

| Arbitro: | Øvrebø (Oslo) |

|                                                        |           |  |
| Øverby 9’ (rig.) Koskela 17’ L. Lafton 81’ Saaliti 90’ | Marcatori |  |

| Arbitro: | Hauge (Bergen) |

|                 |           |  |
| Berg Hestad 74’ | Marcatori |  |

## Statistiche

### Statistiche di squadra
| Competizione       | Punti | In casa | In casa | In casa | In casa | In casa | In casa | In trasferta | In trasferta | In trasferta | In trasferta | In trasferta | In trasferta | Totale | Totale | Totale | Totale | Totale | Totale | DR  |
| Competizione       | Punti | G       | V       | N       | P       | Gf      | Gs      | G            | V            | N            | P            | Gf           | Gs           | G      | V      | N      | P      | Gf     | Gs     | DR  |
| ------------------ | ----- | ------- | ------- | ------- | ------- | ------- | ------- | ------------ | ------------ | ------------ | ------------ | ------------ | ------------ | ------ | ------ | ------ | ------ | ------ | ------ | --- |
| 1. divisjon        | 56    | 15      | 9       | 1       | 5       | 21      | 20      | 15           | 8            | 4            | 3            | 31           | 21           | 30     | 17     | 5      | 8      | 52     | 41     | +11 |
| Norgesmesterskapet | -     | 2       | 2       | 0       | 0       | 6       | 1       | 4            | 3            | 0            | 1            | 6            | 3            | 5      | 4      | 0      | 1      | 12     | 4      | +8  |
| Totale             | -     | 17      | 11      | 1       | 5       | 27      | 21      | 19           | 11           | 4            | 4            | 37           | 24           | 35     | 21     | 5      | 9      | 64     | 45     | +19 |

### Andamento in campionato
| Giornata  | 1  | 2  | 3 | 4  | 5 | 6  | 7  | 8 | 9 | 10 | 11 | 12 | 13 | 14 | 15 | 16 | 17 | 18 | 19 | 20 | 21 | 22 | 23 | 24 | 25 | 26 | 27 | 28 | 29 | 30 |
| --------- | -- | -- | - | -- | - | -- | -- | - | - | -- | -- | -- | -- | -- | -- | -- | -- | -- | -- | -- | -- | -- | -- | -- | -- | -- | -- | -- | -- | -- |
| Luogo     | C  | C  | T | C  | T | C  | T  | C | T | C  | T  | C  | T  | C  | T  | C  | T  | C  | T  | C  | T  | C  | T  | C  | T  | C  | T  | T  | T  | C  |
| Risultato | N  | P  | V | P  | V | P  | P  | V | N | V  | V  | P  | V  | V  | N  | V  | P  | N  | V  | V  | N  | V  | V  | V  | V  | V  | P  | P  | V  | V  |
| Posizione | 10 | 15 | 9 | 12 | 6 | 11 | 13 | 9 | 8 | 6  | 5  | 6  | 6  | 5  | 5  | 5  | 5  | 6  | 6  | 5  | 6  | 6  | 5  | 5  | 4  | 3  | 5  | 5  | 4  | 4  |

Fonte:  OBOS-ligaen 2005, su altomfotball.no, Altomfotball.
Legenda:

Luogo: C = Casa; T = Trasferta. Risultato: V = Vittoria; N = Pareggio; P = Sconfitta.

### Statistiche dei giocatori
| Giocatore            | 1. divisjon | 1. divisjon | 1. divisjon | 1. divisjon | Norgesmesterskapet | Norgesmesterskapet | Norgesmesterskapet | Norgesmesterskapet | Coppe europee | Coppe europee | Coppe europee | Coppe europee | Altre coppe | Altre coppe | Altre coppe | Altre coppe | Totale   | Totale | Totale      | Totale     |
| Giocatore            | Presenze    | Reti        | Ammonizioni | Espulsioni  | Presenze           | Reti               | Ammonizioni        | Espulsioni         | Presenze      | Reti          | Ammonizioni   | Espulsioni    | Presenze    | Reti        | Ammonizioni | Espulsioni  | Presenze | Reti   | Ammonizioni | Espulsioni |
| -------------------- | ----------- | ----------- | ----------- | ----------- | ------------------ | ------------------ | ------------------ | ------------------ | ------------- | ------------- | ------------- | ------------- | ----------- | ----------- | ----------- | ----------- | -------- | ------ | ----------- | ---------- |
| F. Ademola           | 11          | 2           | 1           | 1           | 2                  | 0                  | 0                  | 0                  |               |               |               |               |             |             |             |             | 13       | 2      | 1           | 1          |
| C. Andreassen        | 0           | 0           | 0           | 0           | 0                  | 0                  | 0                  | 0                  |               |               |               |               |             |             |             |             | 0        | 0      | 0           | 0          |
| M. Bakke             | 0           | -0          | 0           | 0           | 0                  | -0                 | 0                  | 0                  |               |               |               |               |             |             |             |             | 0        | 0      | 0           | 0          |
| J. Bjørkøy           | 13          | 3           | 1           | 0           | 2                  | 1                  | 0                  | 0                  |               |               |               |               |             |             |             |             | 15       | 4      | 1           | 0          |
| I. Duracak           | 0           | -0          | 0           | 0           | 0                  | -0                 | 0                  | 0                  |               |               |               |               |             |             |             |             | 0        | 0      | 0           | 0          |
| C. Ellefsen          | 29          | 1           | 3           | 0           | 5                  | 0                  | 2                  | 0                  |               |               |               |               |             |             |             |             | 34       | 1      | 5           | 0          |
| A. Fægri             | 0           | 0           | 0           | 0           | 0                  | 0                  | 0                  | 0                  |               |               |               |               |             |             |             |             | 0        | 0      | 0           | 0          |
| F. Garshol           | 24          | 2           | 3           | 0           | 4                  | 0                  | 1                  | 0                  |               |               |               |               |             |             |             |             | 28       | 2      | 4           | 0          |
| T. Koskela           | 11          | 1           | 2           | 0           | 2                  | 1                  | 1                  | 0                  |               |               |               |               |             |             |             |             | 13       | 2      | 3           | 0          |
| F. Lafton            | 26          | 1           | 2           | 0           | 5                  | 0                  | 2                  | 0                  |               |               |               |               |             |             |             |             | 31       | 1      | 4           | 0          |
| L. Lafton            | 28          | 8           | 0           | 0           | 5                  | 3                  | 1                  | 0                  |               |               |               |               |             |             |             |             | 33       | 11     | 1           | 0          |
| P. Løken             | 7           | 0           | 0           | 0           | 3                  | 0                  | 0                  | 0                  |               |               |               |               |             |             |             |             | 10       | 0      | 0           | 0          |
| H. Losnegard Karlsen | 11          | 0           | 1           | 0           | 4                  | 0                  | 0                  | 0                  |               |               |               |               |             |             |             |             | 15       | 0      | 1           | 0          |
| B. Olsen             | 19          | 2           | 1           | 0           | 2                  | 0                  | 1                  | 0                  |               |               |               |               |             |             |             |             | 21       | 2      | 2           | 0          |
| T. Øverby            | 30          | 8           | 2           | 0           | 5                  | 1                  | 0                  | 0                  |               |               |               |               |             |             |             |             | 35       | 9      | 2           | 0          |
| J. Räsänen           | 9           | 2           | 0           | 0           | 1                  | 0                  | 0                  | 0                  |               |               |               |               |             |             |             |             | 10       | 2      | 0           | 0          |
| K. Risholt           | 8           | 1           | 1           | 0           | 1                  | 0                  | 0                  | 0                  |               |               |               |               |             |             |             |             | 9        | 1      | 1           | 0          |
| K. Saaliti           | 30          | 8           | 2           | 0           | 5                  | 2                  | 2                  | 0                  |               |               |               |               |             |             |             |             | 35       | 10     | 4           | 0          |
| S. Simonsen          | 20          | 0           | 1           | 0           | 4                  | 2                  | 0                  | 0                  |               |               |               |               |             |             |             |             | 24       | 2      | 1           | 0          |
| C. Smerud            | 11          | 1           | 1           | 0           | 2                  | 1                  | 0                  | 0                  |               |               |               |               |             |             |             |             | 13       | 2      | 1           | 0          |
| T. Solvoll           | 30          | -41         | 0           | 0           | 6                  | -4                 | 0                  | 0                  |               |               |               |               |             |             |             |             | 36       | -45    | 0           | 0          |
| L. Steffensen        | 19          | 2           | 2           | 0           | 4                  | 0                  | 0                  | 0                  |               |               |               |               |             |             |             |             | 23       | 2      | 2           | 0          |
| S. Storskogen        | 0           | 0           | 0           | 0           | 0                  | 0                  | 0                  | 0                  |               |               |               |               |             |             |             |             | 0        | 0      | 0           | 0          |
| O. Sundgot           | 14          | 4           | 1           | 0           | 3                  | 0                  | 1                  | 0                  |               |               |               |               |             |             |             |             | 17       | 4      | 2           | 0          |
| A. Tronseth          | 26          | 3           | 5           | 1           | 6                  | 1                  | 0                  | 0                  |               |               |               |               |             |             |             |             | 32       | 4      | 5           | 1          |
| O. Zanetti           | 25          | 5           | 6           | 0           | 6                  | 0                  | 1                  | 0                  |               |               |               |               |             |             |             |             | 31       | 5      | 7           | 0          |